# Анусим
Ану̀сим (на иврит: אֲנוּסִים) е категория вярващи в юдаизма, включваща евреите, принудени да се откажат от юдаизма против волята си, обикновено при принудително налагане на друга религия.